# Ral·li de Mèxic

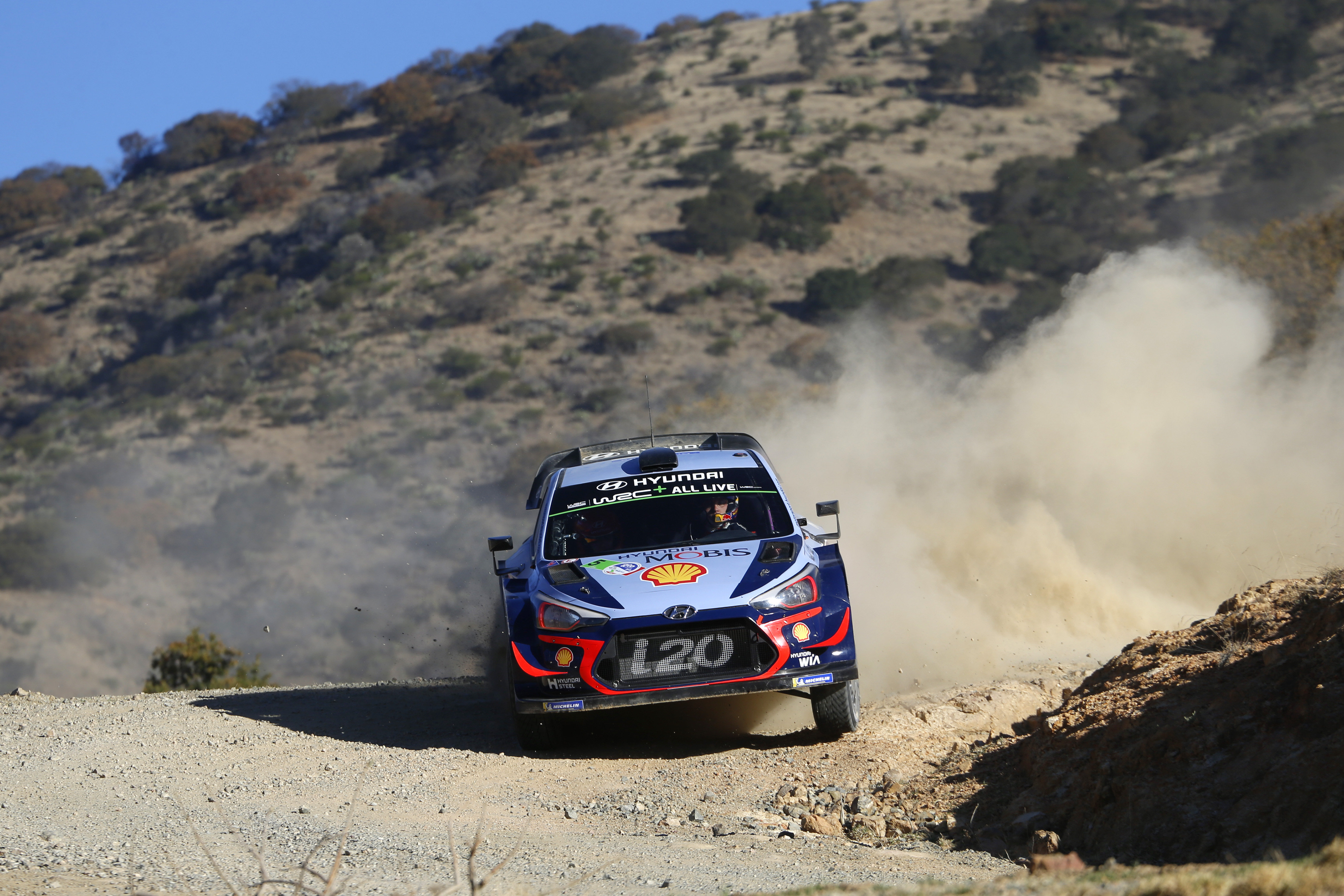
Thierry Neuville amb l'Hyundai a l'edició del 2018

El Ral·li de Mèxic (en castellà, Rally México), antigament anomenat Rally America, és un ral·li que forma part del Campionat Mundial de Ral·lis de la Federació Internacional d'Automobilisme des del 2004. És l'únic esdeveniment del campionat disputat a Nord-amèrica. El ral·li recorre zones de l'Estat de Guanajuato i les etapes són a prop de la seva capital, Guanajuato, i de les ciutats de Silao i León de los Aldama.
El Rally America fou creat el 1979 pels dos clubs més grans de Mèxic: el Club Automovilístico Francés de México (CAF) i el Rally Automovil Club (RAC). Aquest ral·li es va anar disputant anualment, amb alguna pausa, fins que el 1999 l'organització va sol·licitar a la FIA la inclusió de la prova al calendari del campionat mundial, fita que s'aconseguí el 2004.

## Palmarès
A 20 de març de 2023
| Any                         | Ral·li                           | Pilot              | Copilot               | Cotxe/Equip                                     |
| --------------------------- | -------------------------------- | ------------------ | --------------------- | ----------------------------------------------- |
| 1993                        |                                  | Giuseppe Spataro   | Jean Noel Valdelièvre | Mitsubishi Eclipse                              |
| 1994                        |                                  | Agustín Zamora     | Gabriel Marín         | Mitsubishi Eclipse                              |
| 1997                        |                                  | Roger Hull         | Sean Gallagher        | Mitsubishi Eclipse                              |
| 1998                        |                                  | Carlos Izquierdo   | Angélica Fuentes      | Nissan Tsuru                                    |
| 1999                        |                                  | Gabriel Marín      | Javier Marín          | Mitsubishi Lancer Evolution                     |
| 2000                        |                                  | Douglas Gore       | Mark Nelson           | Mitsubishi Lancer Evolution                     |
| Sota l'observació de la FIA |                                  |                    |                       |                                                 |
| 2001                        | 15º Corona Rally América         | Ramón Ferreyros    | Raúl Velit            | Toyota Celica GT-Four ST205                     |
| 2002                        | 16º Corona Rally México          | Harri Rovanperä    | Risto Pietiläinen     | Peugeot 206 WRC Peugeot Total                   |
| 2003                        | 17º Corona Rally México          | Marcos Ligato      | Rubén García          | Mitsubishi Lancer Evolution VII Top Run         |
| Ronda del Campionat del Món |                                  |                    |                       |                                                 |
| 2004                        | 1º Corona Rally México           | Markko Märtin      | Michael Park          | Ford Focus RS WRC 03 Ford Motor Co              |
| 2005                        | 2º Corona Rally México           | Petter Solberg     | Phil Mills            | Subaru Impreza WRC 2005 Subaru World Rally Team |
| 2006                        | 3º Corona Rally México           | Sébastien Loeb     | Daniel Elena          | Citroën Xsara WRC Kronos Total Citroën WRT      |
| 2007                        | 4º Corona Rally México           | Sébastien Loeb     | Daniel Elena          | Citroën C4 WRC Citroën Total WRT                |
| 2008                        | 5º Corona Rally México           | Sébastien Loeb     | Daniel Elena          | Citroën C4 WRC Citroën Total WRT                |
| 2009                        | Rally de las Naciones            | Manfred Stohl      | Ilka Minor            | Mitsubishi Lancer Evo Manfred Stohl             |
| 2010                        | 7º Rally Guanajuato Bicentenario | Sébastien Loeb     | Daniel Elena          | Citroën C4 WRC Citroën Total WRT                |
| 2011                        | 8º Rally Guanajuato México       | Sébastien Loeb     | Daniel Elena          | Citroën DS3 WRC Citroën Total WRT               |
| 2012                        | 9º Rally Guanajuato México       | Sébastien Loeb     | Daniel Elena          | Citroën DS3 WRC Citroën Total WRT               |
| 2013                        | 10º Rally Guanajuato México      | Sébastien Ogier    | Julien Ingrassia      | Volkswagen Polo R WRC Volkswagen Motorsport     |
| 2014                        | 11º Rally Guanajuato México      | Sébastien Ogier    | Julien Ingrassia      | Volkswagen Polo R WRC Volkswagen Motorsport     |
| 2015                        | 12º Rally Guanajuato México      | Sébastien Ogier    | Julien Ingrassia      | Volkswagen Polo R WRC Volkswagen Motorsport     |
| 2016                        | 13º Rally Guanajuato México      | Jari-Matti Latvala | Miikka Anttila        | Volkswagen Polo R WRC Volkswagen Motorsport     |
| 2017                        | 14º Rally Guanajuato México      | Kris Meeke         | Paul Nagle            | Citroën C3 WRCCitroën Total WRT                 |
| 2018                        | 15º Rally Guanajuato México      | Sébastien Ogier    | Julien Ingrassia      | Ford Fiesta WRCM-Sport Ford WRT                 |
| 2019                        | 16º Rally Guanajuato México      | Sébastien Ogier    | Julien Ingrassia      | Citroën C3 WRCCitroën Total WRT                 |
| 2020                        | 17º Rally Guanajuato México      | Sébastien Ogier    | Julien Ingrassia      | Toyota Yaris WRCToyota Gazoo Racing WRT         |
| 2021                        | 35º Rally Guanajuato México      | Ricardo Cordero Jr | Marco Hernández       | Citroën C3 Rally2Ricardo Cordero                |
| 2022                        | Rally de las Naciones Guanajuato | Mads Østberg       | Johan Johansson       | Citroën C3 Rally2Team Norway                    |
| 2023                        | 19º Rally Guanajuato México      | Sébastien Ogier    | Vincent Landais       | Toyota GR Yaris Rally1Toyota Gazoo Racing WRT   |